# Bahía de Asunción
La bahía de Asunción es una pequeña bahía localizada en el límite norte de la ciudad de Asunción, capital de Paraguay (Distrito de la Capital). La bahía corresponde al río Paraguay, del que está separado por el banco San Miguel, una angosta península de tierras bajas que se ubica en el límite de dos distintas regiones, geográficas y ecológicas, del Paraguay: el bajo Chaco (región Occidental) y el Bosque Atlántico (región Oriental), y la ciudad de Asunción. El nivel de agua en la bahía está regulado por los pulsos del río Paraguay, que inunda el área en otoño e invierno.

## Valor histórico

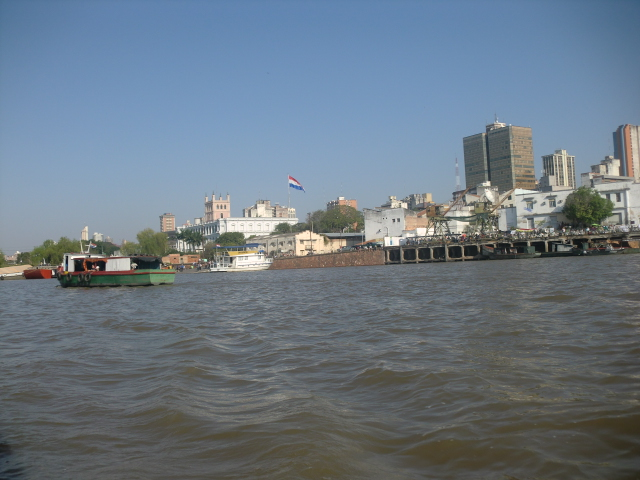
Asunción desde la bahía.

La legendaria bahía de Asunción y su entorno, cuna de la fundación de la capital paraguaya y escenario de importantes acontecimientos históricos, es actualmente una atracción turística muy importante en la ciudad capital. La vista majestuosa desde el Club Mbiguá que se localiza al otro lado de la bahía es impresionante. Cientos de miles de refugiados que huían de la devastación de las dos guerras mundiales,procedentes de los países europeos desembarcaron en este lugar, pues el Puerto de Asunción se localiza en la margen suroeste de la bahía.
Durante la batalla contra la Triple Alianza y en la guerra del Chaco, los acorazados y buques de guerra paraguayos anclaban en esta bahía para aprovisionarse de materiales y tropas.
Según los historiadores, cuando Juan de Salazar y Espinoza llegó al Paraguay a fundar el fuerte Nuestra Señora Santa María de la Asunción, en 1537, en la plaza con vistas a la bahía, también se encontró con que en ese lugar la etnia dominante era de los karios, cuyo cacique se llamaba Arakaré. Estos aborígenes eran pacíficos.

## Reserva natural
La bahía de Asunción fue declarada como una reserva por la Ley 2.715 en el año 2005, titulada “Reserva Ecológica del Banco San Miguel y la Bahía de Asunción”. En adición, esta reserva corresponde a la Categoría IV según las directivas de la UICN. La reserva es el primer caso de un comanejo entre la Municipalidad de Asunción y la Secretaría del Ambiente(SEAM)—la península del Banco San Miguel es propiedad de la Municipalidad y el cuerpo de agua por el Estado. Actualmente, ellos y la organización Guyra Paraguay (el socio nacional de BirdLife International) están desarrollando un plan de manejo para el área.

## Santuario de aves acuáticas

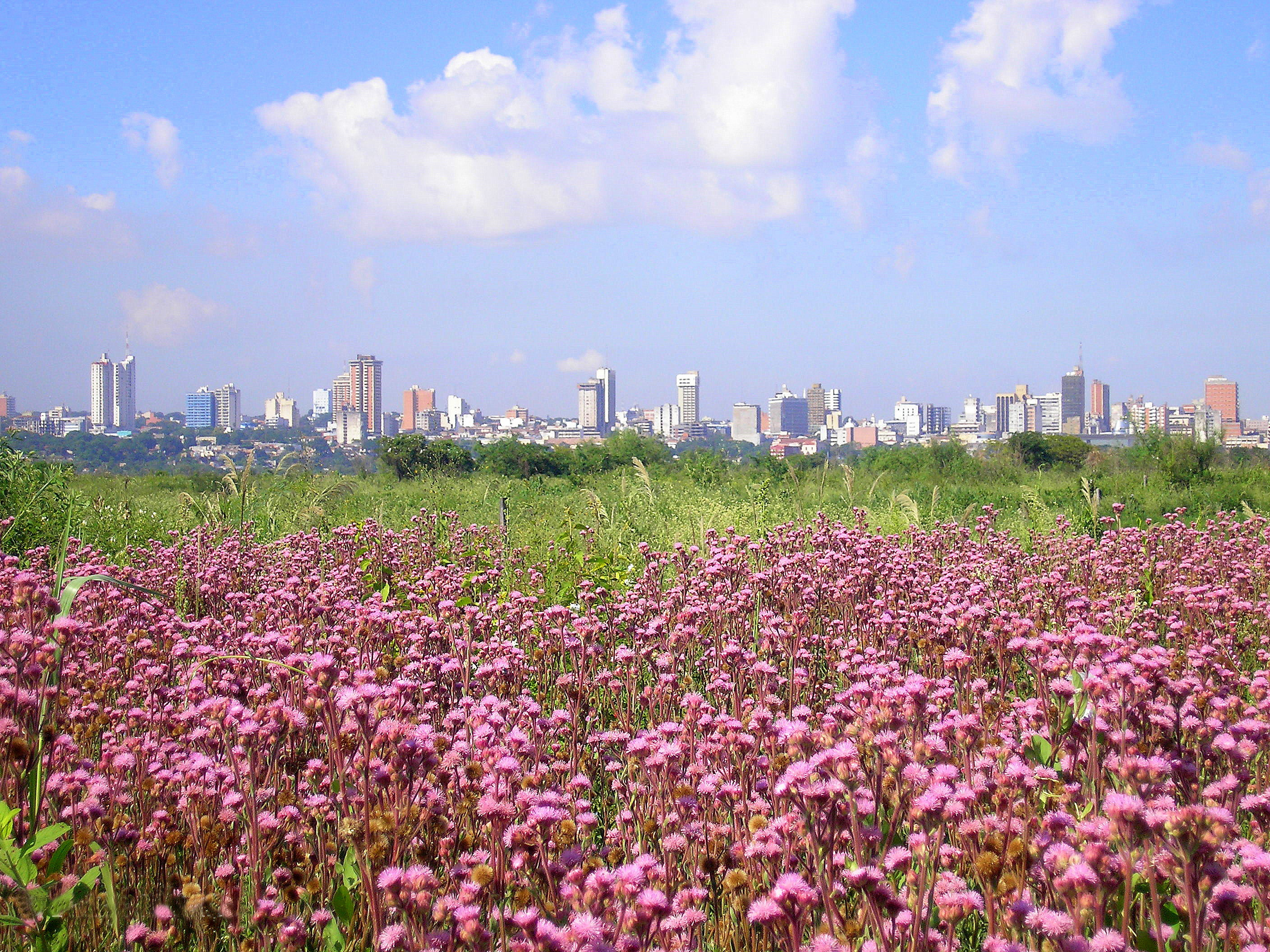
Orillas de la Bahía de Asunción, cerca del Banco San Miguel y vista de la ciudad.

A pesar de su relativo pequeño tamaño (522 hectáreas), un total de 269 especies de aves han sido registradas hasta la fecha, incluyendo no menos de 25 especies de playeros. 5 especies se encuentran con algún problema de conservación incluyendo 4 especies consideradas casi amenazadas y una especie considerada vulnerable. De las aves neárticas registradas (19 en total), el área demuestra ser importante para el playerito canela Tryngites subruficollis. El monitoreo regular de aves playeras, realizado por Guyra Paraguay desde el año 2000, muestra que más del 3% de su población mundial utiliza el área durante su migración austral. Basado en la presencia abundante de esta especie, el área fue declarada como un área importante para la conservación de las aves (IBA) bajo la categoría A4i y forma parte de la red hemisférica de reservas para aves playeras como sitio de categoría regional. 
Otras especies de playeros neárticos que son comunes en el área durante su migración son: Pluvialis dominica, Tringa flavipes, Calidris fuscicollis y Calidris melanotos.
La combinación de hábitats dentro la bahía proporciona variadas profundidades y tipos de vegetación que beneficia una diversidad muy amplia de aves migratorias.
Las aves que utilizan la bahía de Asunción como sitio reproductivo, estación de parada o área de invernada tienen que compartir el área con la gente local que también depende de sus recursos. Las costas este y sur de la bahía están densamente poblada por gente que, en su mayor parte, son extremadamente pobres. El banco San Miguel está menos habitado, pero la comunidad se incrementa con gente que proviene del interior y ocupan ilegalmente parcelas de tierra. El área es usada por la comunidad local para pesca y caza. En menor medida, también se desarrollan actividades recreativas. Las mayores amenazas al área incluyen disturbios o pérdida de hábitat, cacería, y polución.

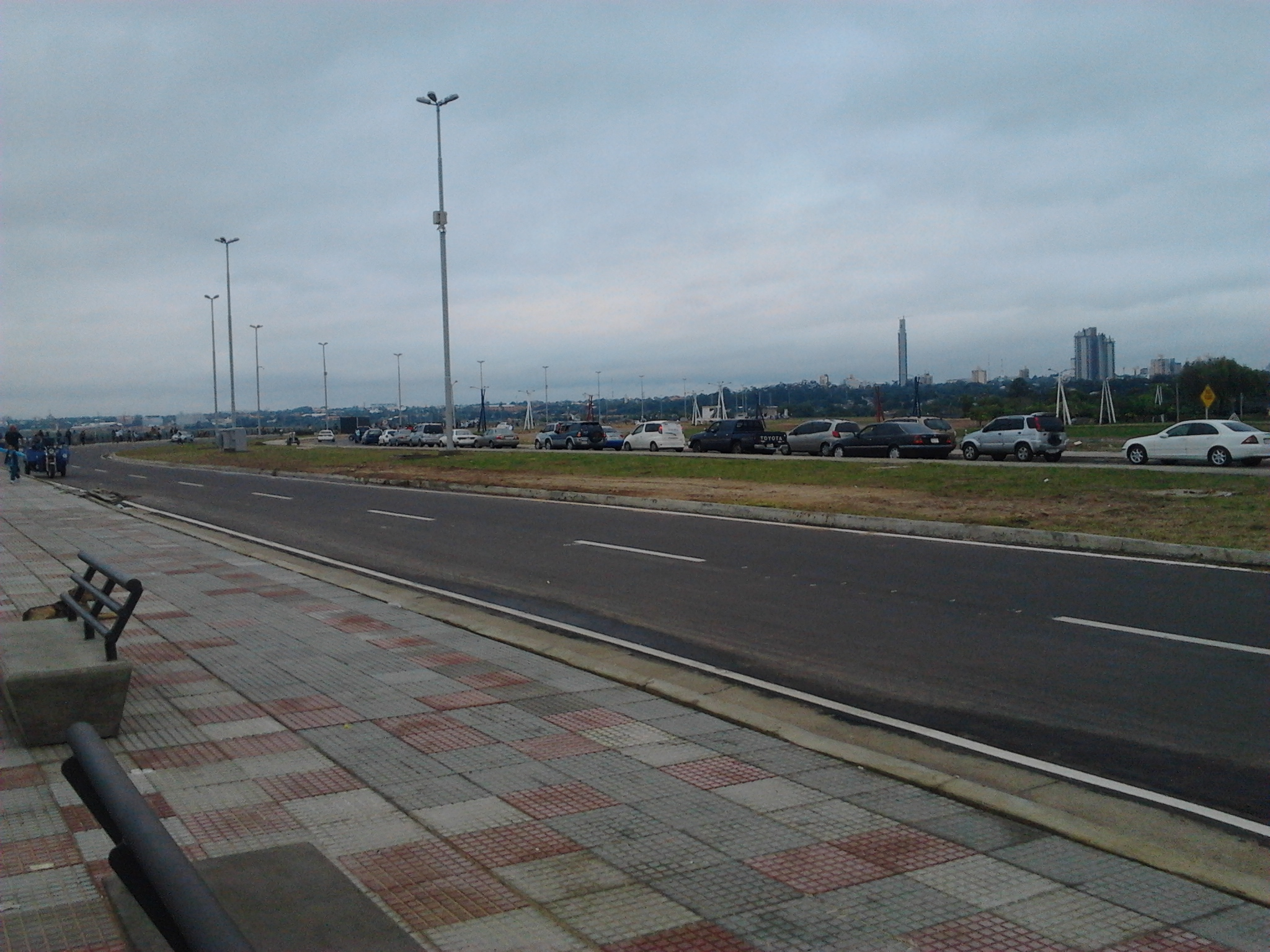
Avenida costanera de la ciudad de Asunción

## Costanera
En 2013 se inauguró una avenida costanera y un parque, en conmemoración de los 200 años de la independencia de Paraguay. La obra se asienta en una de las márgenes de la bahía de Asunción. Asimismo, se previó la construcción de viviendas para reubicar a los pobladores de la orilla.